# 305 Гордонія
305 Гордонія (305 Gordonia) — астероїд головного поясу, відкритий 16 лютого 1891 року Огюстом Шарлуа у Ніцці.
Тіссеранів параметр щодо Юпітера — 3,191.